# Be'er Sheva
Be'er Sheva (hebreiska: באר שבע, arabiska بئر السبع) är en stad i södra Israel som ligger på gränsen till Negevöknen och räknas som administrativt och kommersiellt centrum för Negev. I staden finns textil-, kemisk- och keramisk industri samt Ben-Gurions universitet i Negev som är ett av de största universiteten i Israel. År 2009 uppskattades invånarantalet till cirka 190 300. Staden är omnämnd i Bibeln.
Ruinhögen av den förhistoriska bosättningen Beersheba upptogs 2005 på Unescos världsarvslista. Den vittnar om kulturutbyten längs stora forntida transportvägar. Dess invecklade vattensystem visar uppfinningsrikedom och samarbete mellan de forntida samhällena och utgör viktiga lämningar av stora, forntida civilisationer.

## Den bibliska staden
Tell Beer Sheva, ruinhögen efter den bibliska staden Beer Sheba, ligger i norra Negevöknen flera kilometer från den nuvarande staden. Det bibliska namnet ingår i det arabiska namnet på kullen, Tell es-Sab'a. Arkeologiska fynd stöder identifikationen av kullen med den bibliska staden. Den byggdes på en låg höjd invid en wadi – en torr flodfåra som under vintrarna fylls med vatten. Nära jordytan liggande underjordiska vattensamlingar längs wadin tillförsäkrade vattentillgången året runt.
En stor yta av området grävdes ut mellan 1969 och 1976 och avslöjade flera lager av bosättningar, inkluderande befästa städer från den tidigare israelitiska perioden och perioden för kungariket Juda. Ovanpå dessa återfanns en mindre fästning som daterats till de persiska och romerska perioderna.
Ruinerna av de tidigaste bosättningarna är ett antal vattenreservoarer uthuggna i klippan från 1100 -1000-talen f.Kr. och en 20 meter djup källa som försörjde invånarna med friskt vatten. I mitten av 900-talet f.Kr. byggdes den första befästa staden och hade då omkring 500 invånare. 
Staden Beer Sheba förstördes av den assyriske kungen Sanherib under hans fälttåg mot Juda 701 f.Kr. Under 600-talet f.Kr. fanns fortfarande en liten bosättning men upphörde att existera när babylonierna erövrade kungariket Juda 587 f.Kr.